# Beala Reka, Plovdiv
Beala Reka (în bulgară Бяла Река) este un sat în comuna Părvomai, regiunea Plovdiv,  Bulgaria. 

## Demografie
Componența etnică a satului Beala Reka
     Bulgari (77,86%)
     Romi (18,88%)
     Turci (1,82%)
     Nicio identificare (1,43%)
La recensământul din 2011, populația satului Beala Reka era de 768 locuitori. Din punct de vedere etnic, majoritatea locuitorilor (77,86%) erau bulgari, existând și minorități de romi (18,88%) și turci (1,82%). Pentru 1,43% din locuitori nu este cunoscută apartenența etnică.